# Tofol

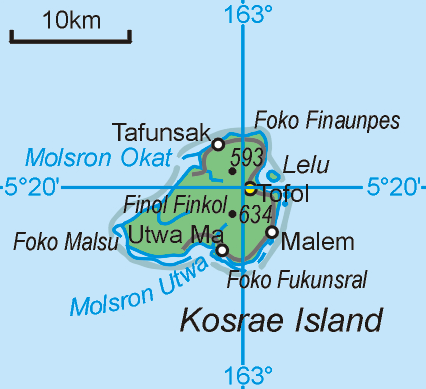
Hartă a statului Kosrae. Tofol este arătat în galben.

Tofol este capitala statului Kosrae din Statele Federate ale Microneziei.